# The Florida Project
The Florida Project je americké filmové drama, které natočil režisér Sean Baker podle scénáře, který napsal spolu s Chrisem Bergochem. Ve filmu hrají například Willem Dafoe, Brooklynn Prince a Caleb Landry Jones. Autorem hudby je skotský skladatel Lorne Balfe. Snímek byl natočen na 35mm film. Část filmu byla natočena v zábavním parku Walt Disney World Resort. K natáčení zde nedostal štáb povolení a tato část je tedy natočená na iPhone. Děj filmu se odehrává ve floridském městě Kissimmee. Premiéru měl 22. května 2017 v rámci Quinzaine des réalisateurs na sedmdesátém ročníku Filmového festivalu v Cannes. Do amerických kin byl uveden 6. října toho roku.

## Obsazení
- Willem Dafoe jako Bobby Hicks, majitel hotelu
- Brooklynn Prince jako Moonee, dcera Halley
- Bria Vinaite jako Halley, matka Moonee
- Valeria Cotto jako Jancey
- Christopher Rivera jako Scooty
- Caleb Landry Jones jako Jack Hicks, Bobbyho syn
- Macon Blair jako turista John

## Recenze
Film získal pozitivní recenze od kritiků. Na recenzní stránce Rotten Tomatoes získal ze 191 započtených recenzí 95 procent s průměrným ratingem 8,7 bodů z deseti. Na serveru Metacritic snímek získal z 43 recenzí 92 bodů ze sta. Na Česko-Slovenské filmové databázi snímek získal 74 %.

## Ocenění a nominace
| Ocenění                                              | Datum ceremoniálu  | Kategorie                                      | Nominovaný                 | Výsledek  |
| ---------------------------------------------------- | ------------------ | ---------------------------------------------- | -------------------------- | --------- |
| Americký filmový institut                            | 5. ledna 2018      | Nejlepších deset filmů roku 2017               | The Florida Project        | vítězství |
| AACTA International Awards                           | 6. ledna 2018      | Nejlepší herec ve vedlejší roli                | Willem Dafoe               | nominace  |
| Alliance of Women Film Journalists EDA Awards        | 9. ledna 2018      | Nejlepší herec ve vedlejší roli                | Willem Dafoe               | vítězství |
| Alliance of Women Film Journalists EDA Awards        | 9. ledna 2018      | Objev roku                                     | Brooklynn Prince           | vítězství |
| Austin Film Critics Association                      | 8. ledna 2018      | Nejlepších deset filmů roku 2017               | The Florida Project        | vítězství |
| Austin Film Critics Association                      | 8. ledna 2018      | Nejlepší herec ve vedlejší roli                | Willem Dafoe               | vítězství |
| Boston Online Film Critics Association Awards 2017   | 9. prosince 2017   | Nejlepších deset filmů roku 2017               | The Florida Project        | 2. místo  |
| Boston Online Film Critics Association Awards 2017   | 9. prosince 2017   | Nejlepší herec ve vedlejší roli                | Willem Dafoe               | vítězství |
| Boston Society of Film Critics                       | 9. prosince 2017   | Nejlepší herec ve vedlejší roli                | Willem Dafoe               | nominace  |
| British Independent Film Awards                      | 10. prosince 2017  | Nejlepší mezinárodní nezávislý film            | The Florida Project        | nominace  |
| Cena národní společnosti filmových kritiků           | 6. ledna 2018      | Nejlepší herec ve vedlejší roli                | Willem Dafoe               | vítězství |
| Cena národní společnosti filmových kritiků           | 6. ledna 2018      | Nejlepší kamera                                | Alexis Zabe                | 3. místo  |
| Central Ohio Film Critics Association                | 4. leden 2018      | Nejlepší film                                  | The Florida Project        | 8. místo  |
| Central Ohio Film Critics Association                | 4. leden 2018      | Nejlepší režisér                               | Sean Baker                 | nominace  |
| Central Ohio Film Critics Association                | 4. leden 2018      | Nejlepší herec ve vedlejší roli                | Willem Dafoe               | vítězství |
| Central Ohio Film Critics Association                | 4. leden 2018      | Nejlepší kamera                                | Alexis Zabe                | nominace  |
| Central Ohio Film Critics Association                | 4. leden 2018      | Objev roku                                     | Brooklynn Prince           | nominace  |
| Critics' Choice Movie Awards                         | 11. ledna 2017     | Nejlepší film                                  | The Florida Project        | nominace  |
| Critics' Choice Movie Awards                         | 11. ledna 2017     | Nejlepší herec ve vedlejší roli                | Willem Dafoe               | nominace  |
| Critics' Choice Movie Awards                         | 11. ledna 2017     | Nejlepší mladý herec/herečka                   | Brooklynn Prince           | vítězství |
| Dallas–Fort Worth Film Critics Association           | 13. prosince 2017  | Nejlepší film                                  | The Florida Project        | 9. místo  |
| Dallas–Fort Worth Film Critics Association           | 13. prosince 2017  | Nejlepší herec ve vedlejší roli                | Willem Dafoe               | 2. místo  |
| Dallas–Fort Worth Film Critics Association           | 13. prosince 2017  | Ocenění Russela Smitha                         | The Florida Project        | vítězství |
| Detroit Film Critics Society                         | 7. prosince 2017   | Nejlepší film                                  | The Florida Project        | vítězství |
| Detroit Film Critics Society                         | 7. prosince 2017   | Nejlepší režisér                               | Sean Baker                 | vítězství |
| Detroit Film Critics Society                         | 7. prosince 2017   | Objev roku                                     | Caleb Landry Jones         | nominace  |
| Detroit Film Critics Society                         | 7. prosince 2017   | Nejlepší herec ve vedlejší roli                | Willem Dafoe               | vítězství |
| Denver Film Critics Society                          | 15. ledna 2018     | Nejlepší herečka ve vedlejší roli              | Bria Vinaite               | nominace  |
| Denver Film Critics Society                          | 15. ledna 2018     | Nejlepší herec ve vedlejší roli                | Willem Dafoe               | vítězství |
| Dublin Film Critics' Circle                          | 14. prosince 2017  | Nejlepší film                                  | The Florida Project        | 7. místo  |
| Dublin Film Critics' Circle                          | 14. prosince 2017  | Nejlepší režisér                               | Sean Baker                 | 9. místo  |
| Dublin Film Critics' Circle                          | 14. prosince 2017  | Nejlepší scénář                                | Sean Baker a Chris Bergoch | 2. místo  |
| Dublin Film Critics' Circle                          | 14. prosince 2017  | Nejlepší herec ve vedlejší roli                | Willem Dafoe               | 8. místo  |
| Dublin Film Critics' Circle                          | 14. prosince 2017  | Nejlepší kamera                                | Alexis Zabe                | 6. místo  |
| Dublin Film Critics' Circle                          | 14. prosince 2017  | Objev roku                                     | Brooklynn Prince           | nominace  |
| Filmová cena Britské akademie                        | 18. února 2018     | Nejlepší herec ve vedlejší roli                | Willem Dafoe               | nominace  |
| Filmový festival v Hambugrku                         | 10. října 2017     | Ocenění kritiků                                | The Florida Project        | vítězství |
| Filmový festival Heartland                           | 20. listopadu 2017 | Ocenění Truly Moving Picture                   | The Florida Project        | vítězství |
| Florida Film Critics Circle                          | 23. prosince 2017  | Nejlepší herec ve vedlejší roli                | Willem Dafoe               | 2. místo  |
| Georgia Film Critics Association                     | 12. leden 2018     | Nejlepší film                                  | The Florida Project        | nominace  |
| Georgia Film Critics Association                     | 12. leden 2018     | Nejlepší herec ve vedlejší roli                | Willem Dafoe               | vítězství |
| Georgia Film Critics Association                     | 12. leden 2018     | Nejlepší herečka ve vedlejší roli              | Bria Vinaite               | nominace  |
| Georgia Film Critics Association                     | 12. leden 2018     | Nejlepší kamera                                | Alexis Zabe                | nominace  |
| Gotham Awards                                        | 27. listopadu 2017 | Nejlepší film                                  | The Florida Project        | nominace  |
| Gotham Awards                                        | 27. listopadu 2017 | Nejlepší herec ve vedlejší roli                | Willem Dafoe               | nominace  |
| Gotham Awards                                        | 27. listopadu 2017 | Objev roku                                     | Brooklynn Prince           | nominace  |
| Hollywood Music in Media Awards                      | 16. listopadu 2017 | Nejlepší hudba ve filmu                        | Matthew Hearon-Smith       | nominace  |
| Houston Film Critics Society                         | 6. ledna 2018      | Nejlepší film                                  | The Florida Project        | nominace  |
| Houston Film Critics Society                         | 6. ledna 2018      | Nejlepší herečka ve vedlejší roli              | Brooklynn Prince           | nominace  |
| Houston Film Critics Society                         | 6. ledna 2018      | Nejlepší herec ve vedlejší roli                | Willem Dafoe               | nominace  |
| Chicago Film Critics Association                     | 13. prosince 2017  | Nejlepší herec ve vedlejší roli                | Willem Dafoe               | vítězství |
| Chicago Film Critics Association                     | 13. prosince 2017  | Nejlepší střih                                 | Sean Baker                 | nominace  |
| Chicago Film Critics Association                     | 13. prosince 2017  | Nejlepší kamera                                | Alexis Zabe                | nominace  |
| Chicago Film Critics Association                     | 13. prosince 2017  | Nejlepší slibný umělec                         | Brooklynn Prince           | nominace  |
| Chicago Film Critics Association                     | 13. prosince 2017  | Nejlepší slibný umělec                         | Bria Vinaite               | nominace  |
| IGN Awards                                           | 19. prosince 2017  | Nejlepší herec ve vedlejší roli                | Willem Dafoe               | nominace  |
| Independent Spirit Awards                            | 3. března 2018     | Nejlepší film                                  | The Florida Project        | nominace  |
| Independent Spirit Awards                            | 3. března 2018     | Nejlepší režisér                               | Sean Baker                 | nominace  |
| IndieWire Critic's Poll                              | 19. prosince 2017  | Nejlepší film                                  | The Florida Project        | 5. místo  |
| IndieWire Critic's Poll                              | 19. prosince 2017  | Nejlepší režisér                               | Sean Baker                 | 4. místo  |
| IndieWire Critic's Poll                              | 19. prosince 2017  | Nejlepší herec ve vedlejší roli                | Willem Dafoe               | vítězství |
| Indiana Film Journalists Association                 | 18. prosince 2017  | Nejlepší film                                  | The Florida Project        | nominace  |
| Indiana Film Journalists Association                 | 18. prosince 2017  | Nejlepší obsazení                              | The Florida Project        | vítězství |
| Indiana Film Journalists Association                 | 18. prosince 2017  | Nejlepší herec ve vedlejší roli                | Willem Dafoe               | vítězství |
| Iowa Film Critics Association                        | 9. ledna 2017      | Nejlepší herec ve vedlejší roli                | Willem Dafoe               | vítězství |
| Las Vegas Film Critics Society                       | 18. prosince 2017  | Nejlepší film                                  | The Florida Project        | 2. místo  |
| Las Vegas Film Critics Society                       | 18. prosince 2017  | Nejlepší herec ve vedlejší roli                | Willem Dafoe               | 2. místo  |
| Las Vegas Film Critics Society                       | 18. prosince 2017  | Nejlepší mladá herečka                         | Brooklynn Prince           | vítězství |
| London Film Critics' Cirlce                          | 28. ledna 2018     | Nejlepší film                                  | The Florida Project        | nominace  |
| London Film Critics' Cirlce                          | 28. ledna 2018     | Nejlepší režisér                               | Sean Baker                 | vítězství |
| London Film Critics' Cirlce                          | 28. ledna 2018     | Nejlepší herec ve vedlejší roli                | Willem Dafoe               | nominace  |
| Los Angeles Film Critics Association Awards          | 12. ledna 2018     | Nejlepší film                                  | The Florida Project        | 2. místo  |
| Los Angeles Film Critics Association Awards          | 12. ledna 2018     | Nejlepší herec ve vedlejší roli                | Willem Dafoe               | vítězství |
| Mezinárodní filmový festival v Antalyi               | 27. října 2017     | Ocenění porotoy                                | The Florida Project        | vítězství |
| National Board of Review Awards                      | 9. ledna 2018      | Nejlepší herec ve vedlejší roli                | Willem Dafoe               | vítězství |
| National Board of Review Awards                      | 9. ledna 2018      | Nejlepších deset filmů roku 2017               | The Florida Project        | vítězství |
| New York Film Critics Circle Awards                  | 3. ledna 2018      | Nejlepší režisér                               | Sean Baker                 | vítězství |
| New York Film Critics Circle Awards                  | 3. ledna 2018      | Nejlepší herec ve vedlejší roli                | Willem Dafoe               | vítězství |
| New York Film Critics Online                         | 10. prosince 2017  | Nejlepší film                                  | The Florida Project        | vítězství |
| New York Film Critics Online                         | 10. prosince 2017  | Nejlepší herec ve vedlejší roli                | Willem Dafoe               | vítězství |
| New York Film Critics Online                         | 10. prosince 2017  | Nejlepších deset filmů                         | The Florida Project        | vítězství |
| North Carolina Film Critics Association              | 2. ledna 2018      | Nejlepší film                                  | The Florida Project        | nominace  |
| North Carolina Film Critics Association              | 2. ledna 2018      | Nejlepší režisér                               | Sean Baker                 | nominace  |
| North Carolina Film Critics Association              | 2. ledna 2018      | Nejlepší herec ve vedlejší roli                | Willem Dafoe               | vítězství |
| North Carolina Film Critics Association              | 2. ledna 2018      | Nejlepší kamera                                | Alexis Zabe                | nominace  |
| North Texas Film Critics Association                 | 12. ledna 2018     | Nejlepší film                                  | The Florida Project        | nominace  |
| North Texas Film Critics Association                 | 12. ledna 2018     | Nejlepší režisér                               | Sean Baker                 | nominace  |
| North Texas Film Critics Association                 | 12. ledna 2018     | Nejlepší herečka v hlavní roli                 | Brooklyn Prince            | nominace  |
| North Texas Film Critics Association                 | 12. ledna 2018     | Nejlepší herec ve vedlejší roli                | Willem Dafoe               | nominace  |
| North Texas Film Critics Association                 | 12. ledna 2018     | Nejlepší herečka ve vedlejší roli              | Bria Vinaite               | nominace  |
| North Texas Film Critics Association                 | 12. ledna 2018     | Nejlepší nováček                               | Brooklyn Prince            | vítězství |
| Online Film Critics Society                          | 28. prosince 2017  | Nejlepší film                                  | The Florida Project        | nominace  |
| Online Film Critics Society                          | 28. prosince 2017  | Objev roku                                     | Brooklynn Prince           | nominace  |
| Oscar                                                | 4. března 2018     | Nejlepší herec ve vedlejší roli                | Willem Dafoe               | nominace  |
| Phoenix Critics Circle                               | 16. prosince 2017  | Nejlepší film                                  | The Florida Project        | nominace  |
| Phoenix Critics Circle                               | 16. prosince 2017  | Nejlepší režisér                               | Sean Baker                 | nominace  |
| Phoenix Critics Circle                               | 16. prosince 2017  | Nejlepší herec ve vedlejší roli                | Willem Dafoe               | nominace  |
| Phoenix Critics Circle                               | 16. prosince 2017  | Nejlepší debutový výkon                        | Brooklynn Prince           | vítězství |
| Phoenix Film Critics Society                         | 19. prosince 2017  | Nejlepší herec ve vedlejší roli                | Willem Dafoe               | nominace  |
| Phoenix Film Critics Society                         | 19. prosince 2017  | Nejlepší mladá herečka                         | Brooklynn Prince           | nominace  |
| Phoenix Film Critics Society                         | 19. prosince 2017  | Objev roku                                     | Brooklynn Prince           | nominace  |
| San Diego Film Critics Society                       | 11. prosince 2017  | Nejlepší herec ve vedlejší roli                | Willem Dafoe               | 2. místo  |
| San Diego Film Critics Society                       | 11. prosince 2017  | Nejlepší herečka ve vedlejší roli              | Bria Vinaite               | nominace  |
| San Francisco Film Critics Circle                    | 10. prosince 2017  | Nejlepší film                                  | The Florida Project        | vítězství |
| San Francisco Film Critics Circle                    | 10. prosince 2017  | Nejlepší režisér                               | Sean Baker                 | nominace  |
| San Francisco Film Critics Circle                    | 10. prosince 2017  | Nejlepší herec ve vedlejší roli                | Willem Dafoe               | vítězství |
| San Francisco Film Critics Circle                    | 10. prosince 2017  | Nejlepší kamera                                | Alexis Zabe                | nominace  |
| Satellite Awards                                     | 10. února 2018     | Nejlepší režisér                               | Sean Baker                 | nominace  |
| Satellite Awards                                     | 10. února 2018     | Nejlepší herec ve vedlejší roli                | Willem Dafoe               | nominace  |
| Satellite Awards                                     | 10. února 2018     | Nejlepší původní scénář                        | Sean Baker a Chris Bergoch | nominace  |
| Screen Actors Guild Awards                           | 21. ledna 2017     | Nejlepší herec ve vedlejší roli                | Willem Dafoe               | nominace  |
| Seattle Film Critics Society                         | 18. prosince 2017  | Nejlepší film                                  | The Florida Project        | nominace  |
| Seattle Film Critics Society                         | 18. prosince 2017  | Nejlepší režisér                               | Sean Baker                 | nominace  |
| Seattle Film Critics Society                         | 18. prosince 2017  | Nejlepší herec ve vedlejší roli                | Willem Dafoe               | vítězství |
| Seattle Film Critics Society                         | 18. prosince 2017  | Nejlepší kamera                                | Alexis Zabe                | nominace  |
| Seattle Film Critics Society                         | 18. prosince 2017  | Nejlepší mladý herec/herečka                   | Brooklynn Prince           | vítězství |
| Southeastern Film Critics Association                | 18. prosince 2017  | Nejlepší film                                  | The Florida Project        | 7. místo  |
| Southeastern Film Critics Association                | 18. prosince 2017  | Nejlepší herec ve vedlejší roli                | Willem Dafoe               | 2. místo  |
| Southeastern Film Critics Association                | 18. prosince 2017  | Ocenění Wyatt                                  | The Florida Project        | 2. místo  |
| St. Louis Film Critics Association                   | 17. prosince 2017  | Nejlepší mužský herecký výkon ve vedlejší roli | Willem Dafoe               | nominace  |
| Toronto Film Critics Association                     | 10. prosince 2017  | Nejlepší film                                  | The Florida Project        | vítězství |
| Toronto Film Critics Association                     | 10. prosince 2017  | Nejlepší herec ve vedlejší roli                | Willem Dafoe               | vítězství |
| Utah Film Critics Association                        | 17. prosince 2017  | Nejlepší herec ve vedlejší roli                | Willem Dafoe               | vítězství |
| Vancouver Film Critics Circle                        | 18. prosince 2017  | Nejlepší herec ve vedlejší roli                | Willem Dafoe               | vítězství |
| Washington D.C. Area Film Critics Association Awards | 8. prosince 2017   | Nejlepší herec ve vedlejší roli                | Willem Dafoe               | nominace  |
| Washington D.C. Area Film Critics Association Awards | 8. prosince 2017   | Nejlepší mladý herec/herečka                   | Brooklynn Prince           | vítězství |
| Women Film Critics Circle Awards                     | 17. prosince 2017  | Snímek o ženách                                | The Florida Project        | nominace  |
| Women Film Critics Circle Awards                     | 17. prosince 2017  | Nejlepší mladá herečka                         | Brooklynn Prince           | vítězství |
| Zlatý glóbus                                         | 7. ledna 2018      | Nejlepší herec ve vedlejší roli                | Willem Dafoe               | nominace  |